# کانکریت، واشینگتن
کانکریت (به انگلیسی: Concrete) یک منطقهٔ مسکونی در ایالات متحده آمریکا است که در شهرستان اسکاگیت، واشینگتن واقع شده‌است. کانکریت ۳٫۱۳ کیلومتر مربع مساحت و ۷۰۵ نفر جمعیت دارد و ۸۴٫۱۳ متر بالاتر از سطح دریا واقع شده‌است.
کانکریت بمعنی سیمان است.